# Max Zimmermann (Widerstandskämpfer)
Max Zimmermann (geboren 11. Mai 1888 in Leipzig; gestorben 13. Mai 1945) war ein deutscher Widerstandskämpfer gegen den Nationalsozialismus, Stadtverordneter in Dortmund sowie Arbeitersportaktivist.

## Leben
Zimmermann war bis 1933 Leiter der Arbeitersportbewegung in Dortmund und saß seit 1929 für die SPD in der Stadtverordnetenversammlung. Nach der Machtübernahme der Nazis engagierten er und seine Parteikollegen August Braun und Fritz Weller, ein bekannter Handballspieler und Leichtathlet bei Borussia Dortmund, sich durch das Verteilen von Plakaten, Aufklebern und Broschüren gegen das Regime.
Zimmermann wurde neben Kurt Dielitzsch zu einem der wichtigsten SPD-Mitglieder im Dortmunder Widerstand. Beide sahen eine Notwendigkeit in der Vereinigung ihrer Partei mit der KPD sowie der Zusammenarbeit mit parteilosen Arbeitern. Sie begrüßten die Beschlüsse der Berner Konferenz der KPD und vertraten ihre Auffassungen u. a. durch einen Artikel in der im Februar 1939 erschienenen Ausgabe der illegalen Zeitung Freiheit.
Am 24. September 1940 wurde Zimmermann, der bis zu diesem Zeitpunkt als Buchbinder in einer kleinen Dortmunder Firma gearbeitet hatte, verhaftet und zu vier Jahren Zuchthaus verurteilt. 1945 wurde er ins KZ Dachau deportiert und starb zwei Wochen nach der Befreiung an den Haftfolgen.